# کوه حراز
کوه حراز (عربی: جَبَل حَرَاز، انگلیسی: Jabal Ḥarāz) منطقه‌ای کوهستانی در یمن، بین صنعا و الحدیده است که در محدودهٔ کوه‌های سروات جای دارد.
این کوه در سدهٔ یازدهم، دژ استوار دودمان صلیحیان بود که بسیاری از سازه‌های آن هنوز هم سرپا مانده است. حراز دربرگیرندهٔ کوه نبی شعیب، بلندترین کوه یمن و شبه جزیره عربستان است.

## تاریخ و جایگاه

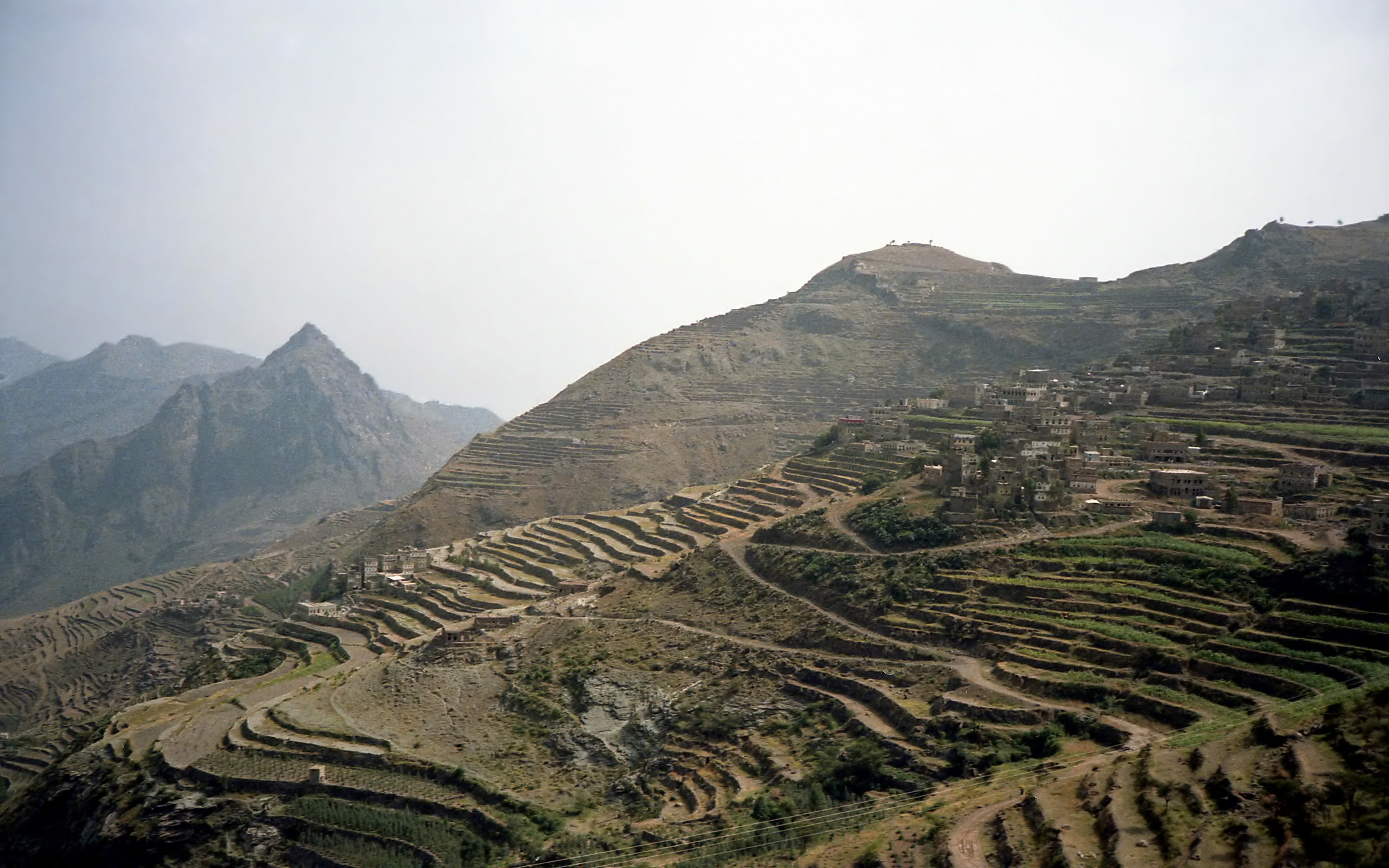
روستای مناخه، یمن

این سرزمین کوهستانی به دلیل جای داشتن میان دشت ساحلی تهامه و صنعا، همیشه از دید راهبردی، برجستگی داشته است.
حراز بعداً دژ استواری برای فرمان‌روایی صلیحی (که سال ۱۰۳۷ در یمن پایه‌گذاری شد) بود.
پس از آن دین مردم این سرزمین شیعه اسماعیلی بوده است.
حراز با روستاهای استوار خود که به قله‌های سنگی تقریباً غیرقابل‌دسترسی می‌چسبند پرآوازه است.
معماری تأثیرگذار آنها دو نیاز را برآورده می‌کند: دفاع از روستاییان، در حالی که فضای گسترده‌ای برای فرآورده‌های کشاورزی بجا می‌گذارد.
هر روستا مانند یک دژ ساخته شده است. خانه‌ها، خود دیوار را تشکیل می‌دهند که دارای یک یا دو در هستند که به سادگی قابل دفاع می‌باشند.
ساختمان‌های ساخته‌شده از ماسه سنگ و بازالت، در چشم‌انداز استتار شده‌اند و دریافتن اینکه سنگ و روستا از کجا آغاز می‌شوند یا کجا پایان می‌یابد دشوار است.
این کوه به ایوان‌هایی به پهناوری چند هکتار یا بیشتر تقسیم می‌شود که با دیوارهایی که گاهی چندین متر بلندی دارند از یکدیگر جدا شده‌اند.
در این کشتزارهای پلکانی یونجه برای دام، ارزن، عدس و در بخش‌های گسترده‌ای از آن قهوه و قات رشد می‌کند. حراز یکی از سرزمین‌های اصلی رشد دانه‌های قهوه موکا است.
در فاصله یک روز، بنی‌موره و روستاهای دیگر واقع در خط‌الراسِ مشرف به مناخه قرار دارند.
مناخه دل رشته کوه است، شهر بزرگی که بازار آن روستاییان را از کل محله به سوی خود می‌کشاند.
الحجاره، در باختر مناخه، دهکده‌ایست با دیوارها، که ارگ آن در سده دوازدهم از سوی صلیحیان پایه‌گذاری شد.
از آنجا روستاهای دیگر مانند بیت‌القاموس و بیت‌شمران در دسترس هستند.
آرامگاه مبلغ بوهراییِ سوم، داعی مطلق حاتم‌بن‌ابراهیم یمنی نیز وجود دارد. بوهراییان از هند، سریلانکا، ماداگاسکار و دیگر کشورها در اینجا گرد می‌آیند.

## بن‌مایه
1. ↑  Cook, John; Farmer, G. Thomas (2013-01-12). "VI: Land and Its Climates". Climate Change Science: A Modern Synthesis. Vol. 1 – The Physical Climate. Springer Science & Business Media. p. 334. ISBN 978-9-4007-5757-8.